# Жданович Лев Іванович
Лев Іванович Жданович (1834 — бл. 1901) — професор, викладач законів державного управління та статистики у Ніжинському ліцеї (1866—1873), директор Чернігівської земської учительської семінарії (1873—1876) та Учительської семінарії у місті Дерпт (нині м. Тарту в Естонії; 1876—1881), директор народного училища Чернігівської губернії (1881—1889), дійсний статський радник (1889), співпрацівник «Журналу Міністерства народної просвіти».
Відомий також як автор «Гімну» на 25-літній ювілей царювання імператора Олександра II (Дерпт, 1880).